# Calonje de Segarra (Barcelona)
Calonje de Segarra (en catalán y oficialmente Calonge de Segarra) es un municipio y localidad española de la provincia de Barcelona, en la comunidad autónoma de Cataluña. El término municipal tiene una población de 174 habitantes (INE 2024).

## Geografía
El municipio tiene una superficie de 37,13 km².

## Historia
Hasta la reforma de la nomenclatura municipal de 1916 el municipio se llamaba simplemente Calonje. En dicha fecha su nombre fue modificado por el de Calonje de Segarra.

## Demografía
Calonje de Segarra cuenta con una población de 174 habitantes (INE 2024).
| Gráfica de evolución demográfica de Calonje de Segarra entre 1842 y 2021 |
| |
| Población de derecho según los censos de población del INE. Población de hecho según los censos de población del INE.En estos censos se denominaba Calonge: 1842, 1857, 1860, 1877, 1887, 1897, 1900 y 1910. Entre el censo de 1857 y el anterior, crece el término del municipio porque incorpora a Mirambell y a la entidad menor Dusfort del Cunill, Atell y Dusfort. |

## Patrimonio
- Ruinas del castillo de Calonje de Segarra.
- Iglesia románica de Santa Fe de Calonge.